# 玫瑰与小鹿
《玫瑰与小鹿》是中国男歌手周深第一支原唱单曲，获得亚洲新歌榜2016年度十大金曲奖，并为周深赢得了第23届东方风云榜最佳新人称号。歌曲于2015年8月8日作为数字单曲发布，2017年11月6日收录于首张个人录音室专辑《深的深》，该专辑有实体CD和数字两种形式。

## 背景和风格
《玫瑰与小鹿》由高晓松作曲、尹约作词，周深演唱。歌曲以弦乐作底，营造了一种小鹿般的轻松跳跃氛围。歌词用优美的文字描述了一幅成人版玫瑰和小鹿的童话，却又带着淡淡的惆怅表达了玫瑰对小鹿的思念。在尹约给周深讲述了歌词的创作背景后，周深说“我就觉得一定要干净感人”，要用讲故事的方式去演绎“那个童话世界”。高晓松认为这首歌“只有周深这种干净到一尘不染的声音唱最合适”。
《玫瑰与小鹿》在2015年8月8日在音乐平台作为单曲发行，2017年又重新录制了唱片版，收录于2017年11月6日发布的周深首张个人录音室专辑《深的深》。

## 创作者
以下内容整理自虾米音乐、豆瓣音乐、QQ音乐及网易云音乐：
- 演唱：周深
- 作词：尹约
- 作曲：高晓松
- 编曲：张晓贞 / 钱雷
- 录音：倪涵文
- 混音：周天澈
- 弦乐团：国际首席爱乐乐团
- 长笛：程晓华
- 双簧管：袁小钢
- 流派: 国语流行 Mandarin Pop
- 专辑类型: 单曲
- 介质: 数字(Digital)
- 发行时间: 2015-08-08
- 出版者: 阿里音乐

唱片版增加：
- 混音助理 : 倪涵文
- 混音母带 : 周天澈
- 录音棚 : Tweak Tone Labs（北京）
- 插画 : Lost7

## 重要演出
- 2016年3月28日，周深凭借首支单曲《玫瑰与小鹿》获得第23届东方风云榜新人奖，并现场演唱了《玫瑰与小鹿》。
- 2017年11月6日，周深首张个人专辑《深的深》发布当天，举办了“周深2017新专辑音乐品鉴沙龙”，周深现场演唱《玫瑰与小鹿》等多首歌曲。[10]
- 2018年5月至2019年7月，周深在其首个个人巡回演唱会《深空间》各站演唱此曲。[11]
- 2018年7月7日，CCTV-15《全球中文音乐榜上榜》节目中，周深现场演唱此曲。
- 2023年8月19日，「深深感谢你」周深2023演唱会感谢专场，周深现场演唱此曲。

## 排行榜
《玫瑰与小鹿》发表之后好评如潮，首周空降各大音乐榜单前三，之后更是取得了周榜冠军的位置，并获得了2015年8月亚洲新歌榜月榜冠军，以及动感101最动感101金曲2015年度第88位。

## 奖项
| 年份 | 颁奖典礼         | 奖项                       | 结果 | 领奖人 |
| ---- | ---------------- | -------------------------- | ---- | ------ |
| 2016 | 亚洲新歌榜       | 年度十大金曲《玫瑰与小鹿》 | 獲獎 | 周深   |
| 2016 | 第23届东方风云榜 | 最佳新人                   | 獲獎 | 周深   |